# Strzałowo (Polska)
Strzałowo – osada w Polsce, w województwie warmińsko-mazurskim, w powiecie mrągowskim, w gminie Piecki.
Do 31 grudnia 2023 miejscowość była częścią wsi Lipowo.